# Antigua
Antigua er en ø i Caribien, som udgør den største del af østaten Antigua og Barbuda. Antigua ligger 40 km syd for Barbuda.
Øen har omkring 65 000 indbyggere, heraf bor lidt over halvdelen i hovedstaden Saint John's på nordvestkysten.
Antigua er på 281 km² og øens højeste punkt er Mount Obama (tidligere Boggy Peak) på 402 meter over havets overflade. Klimaet er tropisk havklima og temperaturen varierer ikke ret meget hen over året. Columbus gav øen sitt navn efter en kirke i Seville.